# Wassil Gjuselew
Wassil Todorow Gjuselew (auch Vassil Todorov Gjuzelev, bulgarisch Васил Тодоров Гюзелев; * 19. Oktober 1936 in Rakowski, Bulgarien) ist ein bulgarischer Historiker.
Von 1954 bis 1959 studierte Gjuselew Geschichte und Archäologie an der Universität Sofia. Anschließend war er als Mitarbeiter am historischen Museum in Dimitrowgrad tätig. 1961 bis 1972 war er Assistent für mittelalterliche Geschichte Bulgariens an der Universität Sofia und wurde 1971 promoviert. Von 1972 bis 2003 lehrte er als Professor für mittelalterliche Geschichte Bulgariens an der Universität Sofia, deren Institut für Geschichte Bulgariens er von 1974 bis 1984 leitete. Daneben war er von 1975 bis 1977 Direktor des Nationalen Historischen Museums in Sofia und von 1977 bis 1983 Leiter der Abteilung für die mittelalterliche Geschichte Bulgariens am Institut für Geschichte der Bulgarischen Akademie der Wissenschaften. Von 1984 bis 1990 war Gjuselew Direktor des Bulgarischen Forschungsinstituts in Wien.
Von 1972 bis 1980 war Gjuselew Mitarbeiter des bulgarischen Staatssicherheitsdienstes.
Gjuselew ist seit 1995 korrespondierendes, seit 2003 ordentliches Mitglied der Bulgarischen Akademie der Wissenschaften. 2003 erhielt er den Herder-Preis der Alfred Toepfer Stiftung.

## Schriften (Auswahl)
Sein wissenschaftliches Werk umfasst Bereiche der politischen Geschichte, der Kirchen-, Wirtschafts- und Sozialgeschichte sowie der Kultur- und Geistesgeschichte. Er verfasste über 50 Monographien und über 240 wissenschaftliche Beiträge.
- Княз Борис I. 1969. Verlag Наука и изкуство (Fürst Boris I.).
- Forschungen zur Geschichte Bulgariens im Mittelalter. Bulgarisches Forschungsinstitut in Österreich, Wien 1986.
- Bulgarien zwischen Orient und Okzident. Die Grundlagen seiner geistigen Kultur vom 13. bis zum 15. Jahrhundert. Böhlau, Wien/Köln/Weimar 1993. ISBN 3-205-98027-1.
- Очерци върху историята на българския североизток и Черноморието: Края на XII - началото на XV в. Sofia, Борина, 1995 (Kurze Darstellung der Geschichte des bulgarischen Nordostens und der bulgarischen Schwarzmeerregion: Ende 11. bis Anfang 15. Jahrhundert).